# 电子原音音乐
电子原音音乐又称电子幻声音乐、电子声学音乐，是西方艺术音乐的一个流派。 它的根源延承自1948年法国音乐家皮埃尔·舍费尔（Pierre Schaeffer）发明的具象音乐（musique concrète）和1950年代初在德国科隆发展的电子音乐（elektronische Musik）。在电子原音音乐的创作中，作曲家往往用现代音频技术改变现实世界的录音，比如增加混响、变调效果。这类做法正是将音乐后期制作技术变成了作曲环节的一部分。

## 定义

#### 术语来源
这个词目前在中文世界没有统一的译法。1952年，作曲家杰罗姆·佩尼奥特(Jérôme Peignot)与皮埃尔·舍费尔借用了毕达哥拉斯的“幻声”（akousmatikoi，或译为“聆听者”）之古老母题，定义出一种“幻声音乐”（musique acousmatique）。这种音乐无论声音之音源物，只着眼于声音的感官印象，让发声源存而不论，也就是创造无法或无须认知其音源的声音。

#### 与“具象音乐”的关系
客观而言“幻声音乐”与“具象音乐”一词所指的没有根本不同。但是“具象音乐”基本上指的是早期GRM（具象音乐研究小组，Le Groupe de Recherche de Musique Concrète）及实验俱乐部（Club d'Essai）制作的作品，而“幻声音乐”或“电子原音音乐”一词通用于弗朗索瓦·贝勒（François Bayle）主掌GRM之后，用来泛指1970年代以后法国、比利时、加拿大作曲家的创作，也倾向指称早期舍费尔方法论之外的技术可能性。

## 历史
电子原音音乐诞生于1950年前后，由多方促成，其中美学差别极大的两组欧洲作曲家的作品贡献了较大的影响。

#### 脉络一：“具象音乐研究小组”
勋伯格以降的十二音列思考破坏了古典和声概念，非自然和弦的音符组合将古典乐器在和声表现的可能性作了最大扩张。如果要在声音材质表现上再求取突破，那么只能倚赖古典乐器之外的声响资源。非乐器音源的可演奏性十分受限，前卫音乐家因而对电子声音机器寄予厚望。1930～1940年代为了因应战争需求，磁带录音技术有长足进步，不待二战硝烟完全散去，就被敏锐的音乐家应用于新音乐创作，只是磁带音乐在经费、技术与观念上所存在的高门槛，当时只有在国家级广播电台录音室或大学研究中心等少数高端实验室中工作的音乐家与工程师能够跨越。

1948年，供职于法国广播公司“实验俱乐部“（Club d'Essai）的皮埃尔·舍费尔利用当时较先进的录音技术，以创造性的后期制作手段，采样来自不同音源的录音，拼贴出传统音乐所不可能创造的音色与曲式。舍费尔将这类实验称为“具象音乐”（musique concrète）。这种方法论与早期立体派、达达之拼贴构成手法类似，却远离了以平均律为基础的古典音乐认知结构。他在日记中写道：
“我们说传统的音乐是‘抽象’的，因为它的流程为——先经由大脑构思出来、随后依据音乐理论记成曲谱、最后在乐器演奏中才得以实现。然而我们反其道而行之。之所以我们正在研究与创作的音乐被命名为‘具象’，因为构成音乐的素材都是预先准备好的。它无论借由何种声音素材创作，噪音或者传统音乐，我们都可以直接对这些素材开展创作的实践。” 
1948年底，具象音乐首次在国立师范学院高等音乐院公演，吸引了一批重要文化人与会。令观众感到震撼的是具象音乐的现场场景：音乐厅空荡荡的舞台上没有表演者，只有一组组音箱和其后两台巨大的软碟唱机。整场表演几乎没有任何视觉可见的变化，音乐厅昏暗的打光更暗示观众可以直接闭起眼睛听表演。法广台长弗拉基米尔·波切（Wladimir Porché）十分认真看待舍费尔的实验，依照舍费尔的建议，波切改组了实验俱乐部，指派舍费尔领导新成立的“具象音乐研究小组”（Le Groupe de Recherche de Musique Concrète，简称G.R.M.C），配置以专属空间与器材，并吸引了一批法国作曲家来此制作作品。
时任创作指导的皮埃尔·亨利（Pierre Henry）制作了大量跨足电影与剧场的作品，致使舍费尔认为它们背离了具象音乐立基于基础研究的宗旨，遂于1958年解散了“具象音乐研究小组”，逐出皮埃尔·亨利，重新改组为“音乐研究小组”（Groupe de Recherches Musicales, GRM)。
1960年代舍费尔逐渐以“电子幻声音乐”（Electroaccoustique）之名重新定义“具象音乐”，过去以拼贴为主，叠音回声为辅的简单手法大幅革新，滤波技术的发展更进一步拉近了法广具象音乐与德西广播电台“纯”电子音乐的距离。

#### 脉络二：“电子音乐工作室”
"电子音乐工作室"（Studio für elektronische Musik）作为西北德广播电台（WNDR）的一部分诞生于1949年至1951年之间的科隆。它是世界上第一家电子音乐工作室，它的发展历程反映了20世纪下半叶的电子音乐史。
“电子音乐工作室”的主创者包括作曲家赫伯特·艾默特（Herbert Eimert）、音响工程师罗伯特·拜耳（Robert Beyer）以及物理学博士、通讯理论、电子音乐理论、人声合成专家维尔纳·迈耶·埃普勒（Werner Meyer-Eppler）。艾默特在1948年升任西北德广播电台夜间节目策划。他相信迈耶·埃普勒德研究是推进序列音乐理论与实践的一扇大门，遂与他一起游说台长哈特曼，成立了以推动电子音乐制作与作曲研究的“电子音乐工作室”。与拜耳一同，他们三人终于得到了将理论付诸实践的机会，这就是德国磁带音乐的开端，“电子音乐”（Elektronische Muzik）之滥觞。

法广舍费尔开创的“具象音乐”以录音拼贴为主要创作手法，可以说是以“听”为出发点的音乐。而西北德广播电台肇始的“电子音乐”则从结构出发，推进序列音乐已经提出的方法。艾默特梦想的目标在于将十二音列音乐再分解，进而将音乐作曲的规格完全元素化。他引用勋伯格的话为其创作原则：
“我们必须役使自然！否则我们将无法掌握自然，如果音乐家对于声音取之即用，那么这音乐终归只能够是小朋友的游戏，好像用接骨木果接上雪锹学大人制作电路一样。”
艾默特的方法学使作曲如同科学实验，务求每一个声音都是由可以完全控制变因的元素组合而成，这种科学理念指导下发展出来的音乐，只有可能在录音室中制作，其中每一个单音，都是以振荡器产生的正弦波，一层一层叠上其泛音列而构成；至于其作曲逻辑正如同其音乐合成逻辑，将音高、音长、音强、音色统一于一套体系，每一个单音的微型结构一如全曲巨观结构，形成其内亦如其外的严格序列音乐。
作品从录制到通过扬声器播放都不需要演奏者，此乃法德两种学派的共同纽带。尽管序列音乐的做法已广泛被不同领域的电声音乐扬弃，电子原音音乐作品很多都来自录制声与合成声的混合。皮埃尔·舍费尔学派与赫伯特·艾默特学派的分裂早已不在。最先出现的范例有皮埃尔·亨利的作品《无标题音乐》（Musique sans titre，1950）和《芭蕾舞音乐》（Haut voltage，1956），同时还有卡尔海因茨·施托克豪森1956年五月30日在科隆完成的作品《孩童的歌唱》（Gesang der Jünglinge）。

## 著名电子原音音乐作品
- Milton Babbitt – Philomel (1964)
- Luciano Berio – Thema (Omaggio a Joyce) (1958–59)
- Johanna Beyer – Music of the Spheres (1938)
- Konrad Boehmer – Aspekt (1964–66), Apocalipsis cum figuris (1984)
- Pierre Boulez – Répons (1981–84)
- John Cage – Imaginary Landscape No. 1 (1939)
- Mario Davidovsky – Synchronisms No. 6 for Piano and Electronic Sound (1970)
- Halim El-Dabh – Leiyla and the Poet (1961)
- Karel Goeyvaerts – Nummer 5 met zuivere tonen (1953)
- Jean Michel Jarre – Deserted Palace (1972)
- Phil Kline – Unsilent Night (1992), for cassettes in boomboxes (Midgette 2004; Boreal Electro Acoustic Music Society announcement 2012)
- Gottfried Michael Koenig – Project 1 (1964), Project 2 (1966)
- Alvin Lucier – I Am Sitting in a Room (1969)
- Ivo Malec – Triola, ou Symphonie pour moi-même (1977–78)
- Luigi Nono – La fabbrica illuminata (1964), A floresta é jovem e cheia de vida (1966), Contrappunto dialettico alla mente (1968), Como una ola de fuerza y luz (1971–72)
- Pauline Oliveros – Sonic Meditations, "Teach Yourself to Fly" (1961)
- Else Marie Pade – Symphonie Magnétophonique (1958)
- Henri Pousseur – Scambi (1957), Trois Visages de Liège (1961), Paraboles-Mix (1972), Seize Paysages planétairesl (2000)
- Steve Reich – Pendulum Music (1968), for microphones, amplifiers, speakers and performers
- Pierre Schaeffer – Cinq études de bruits (1948)
- Karlheinz Stockhausen – Gesang der Jünglinge (1955–56), Kontakte (1958–60), Mixtur (1964), Mikrophonie I & II (1964 and 1965), Telemusik (1966), Hymnen (1966–67), Oktophonie (1991), Cosmic Pulses (2006–2007)
- James Tenney – For Ann (rising) (1969)
- Edgard Varèse – Poème électronique (1958)
- Charles Wuorinen – Time's Encomium (1969)
- Iannis Xenakis – Persepolis (1971)